# Polnische Meisterschaften im Skispringen 2018/19
Die polnischen Meisterschaften im Skispringen 2018/19 fanden am 26. Dezember 2018 und 8. März 2019 in Zakopane statt. Während der Wettkampf der Frauen auf der Mała Krokiew ausgetragen wurde, hielten die Männer ihren Wettbewerb auf der Wielka Krokiew ab. Die Meisterschaften wurden vom polnischen Skiverband PZN organisiert.

## Teilnehmer

### Männer
| 39 Teilnehmer | 39 Teilnehmer |
| --- | --- |
| - WSS Wisła (7) - AZS Zakopane (7) - LKS Klimczok Bystra (4) - LZS Sokół Szczyrk (4) - TS Wisła Zakopane (4) - KS Eve-nement Zakopane (3) - PKS Olimpijczyk Gilowice (2) | - Tschechien (2) - Ukraine (2) - KS Chochołów (1) - LKS Olimpia Goleszów (1) - LKS Poroniec Poronin (1) - WKS Zakopane (1) |

### Frauen
| Elf Teilnehmerinnen                                                             | Elf Teilnehmerinnen                                                    |
| ------------------------------------------------------------------------------- | ---------------------------------------------------------------------- |
| - AZS Zakopane (6) - LKS Klimczok Bystra (1) - UKS Sołtysianie Stare Bystre (1) | - PKS Olimpijczyk Gilowice (1) - LZS Sokół Szczyrk (1) - WSS Wisła (1) |

## Ergebnisse

### Männer

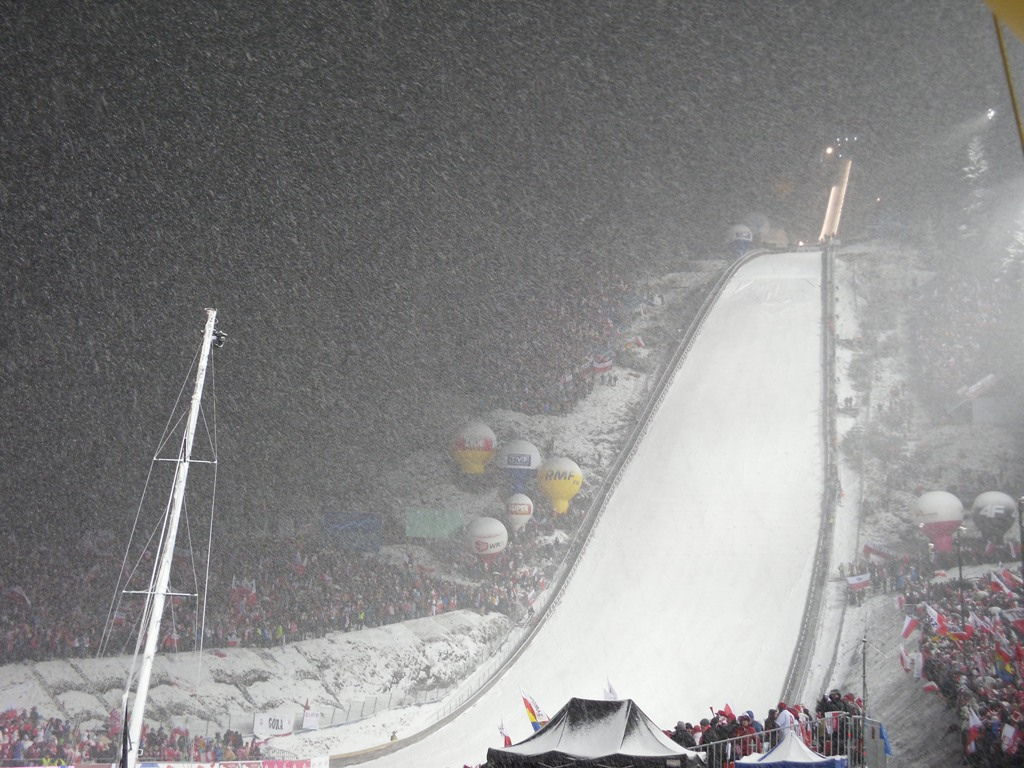
Austragungsort: Wielka Krokiew

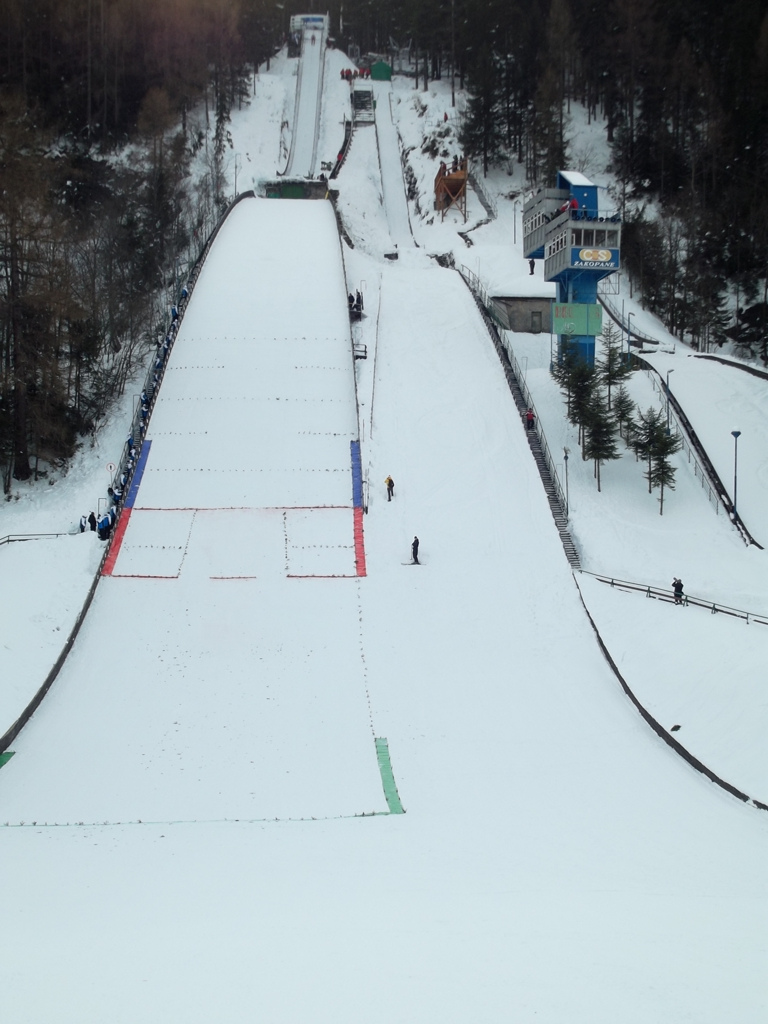
Austragungsort: Mała Krokiew

Der Einzelwettbewerb fand am 26. Dezember 2018 von der Großschanze Wielka Krokiew (K 125 / HS 140) in Zakopane statt. Es waren 41 Athleten gemeldet, jedoch gingen zwei nicht an den Start. Unter den Teilnehmern waren auch jeweils zwei Sportler aus Tschechien und der Ukraine. Der spätere Meister Kamil Stoch zeigte mit 140 Metern die größte Weite des Tages.
| Platz | Name                 | Verein                   | Weite 1 | Weite 2 | Punkte |
| ----- | -------------------- | ------------------------ | ------- | ------- | ------ |
| 01.   | Kamil Stoch          | KS Eve-nement Zakopane   | 140,0   | 134,5   | 331,0  |
| 02.   | Dawid Kubacki        | TS Wisła Zakopane        | 136,0   | 119,0   | 299,4  |
| 03.   | Stefan Hula          | KS Eve-nement Zakopane   | 126,5   | 121,5   | 284,8  |
| 04.   | Maciej Kot           | AZS Zakopane             | 126,5   | 120,5   | 281,5  |
| 05.   | Jakub Wolny          | LKS Klimczok Bystra      | 124,5   | 119,5   | 277,1  |
| 06.   | Piotr Żyła           | WSS Wisła                | 117,0   | 127,5   | 275,5  |
| 07.   | Aleksander Zniszczoł | WSS Wisła                | 118,5   | 125,0   | 274,2  |
| 08.   | Kacper Juroszek      | WSS Wisła                | 122,0   | 133,0   | 226,5  |
| 09.   | Bartosz Czyż         | WSS Wisła                | 125,0   | 115,5   | 204,4  |
| 10.   | Mateusz Gruszka      | AZS Zakopane             | 119,5   | 120,5   | 204,0  |
| 11.   | Kacper Stosel        | AZS Zakopane             | 122,5   | 109,5   | 186,6  |
| 12.   | Adam Niżnik          | TS Wisła Zakopane        | 118,0   | 113,5   | 186,2  |
| 13.   | Jarosław Krzak       | PKS Olimpijczyk Gilowice | 118,0   | 111,0   | 180,2  |
| 14.   | Damian Skupień       | TS Wisła Zakopane        | 106,5   | 121,5   | 179,4  |
| 15.   | Vojtěch Štursa       | TJ Dukla Liberec         | 113,5   | 113,5   | 176,1  |

### Frauen
Der Einzelwettbewerb fand am 8. März 2019 von der Mała Krokiew (K 65 / HS 72) in Zakopane statt. In der Abwesenheit der Spitzensportlerinnen Kamila Karpiel und Kinga Rajda waren elf Athletinnen gemeldet, die alle in die Wertung kamen. Die spätere Meisterin Joanna Szwab zeigte mit 63,5 Metern den weitesten Sprung des Tages. Es wurde nur ein Durchgang durchgeführt.
| Platz | Name                | Verein                       | Weite 1 | Weite 2 | Punkte |
| ----- | ------------------- | ---------------------------- | ------- | ------- | ------ |
| 01.   | Joanna Szwab        | AZS Zakopane                 | 063,5   | –       | 104,4  |
| 02.   | Anna Twardosz       | PKS Olimpijczyk Gilowice     | 062,5   | –       | 103,5  |
| 03.   | Joanna Kil          | AZS Zakopane                 | 061,5   | –       | 100,6  |
| 04.   | Magdalena Pałasz    | UKS Sołtysianie Stare Bystre | 056,5   | –       | 087,6  |
| 05.   | Nicole Konderla     | WSS Wisła                    | 051,5   | –       | 072,1  |
| 06.   | Marcelina Bełtowska | AZS Zakopane                 | 047,5   | –       | 060,5  |
| 07.   | Wiktoria Polanowska | AZS Zakopane                 | 045,0   | –       | 053,5  |
| 08.   | Wiktoria Przybyła   | LZS Sokół Szczyrk            | 044,0   | –       | 051,6  |
| 09.   | Nikola Pietraszko   | LKS Klimczok Bystra          | 041,0   | –       | 043,4  |
| 10.   | Róża Pawlikowska    | AZS Zakopane                 | 041,0   | –       | 041,9  |
| 11.   | Natalia Kobiela     | AZS Zakopane                 | 035,0   | –       | 027,5  |